# Kopaonik

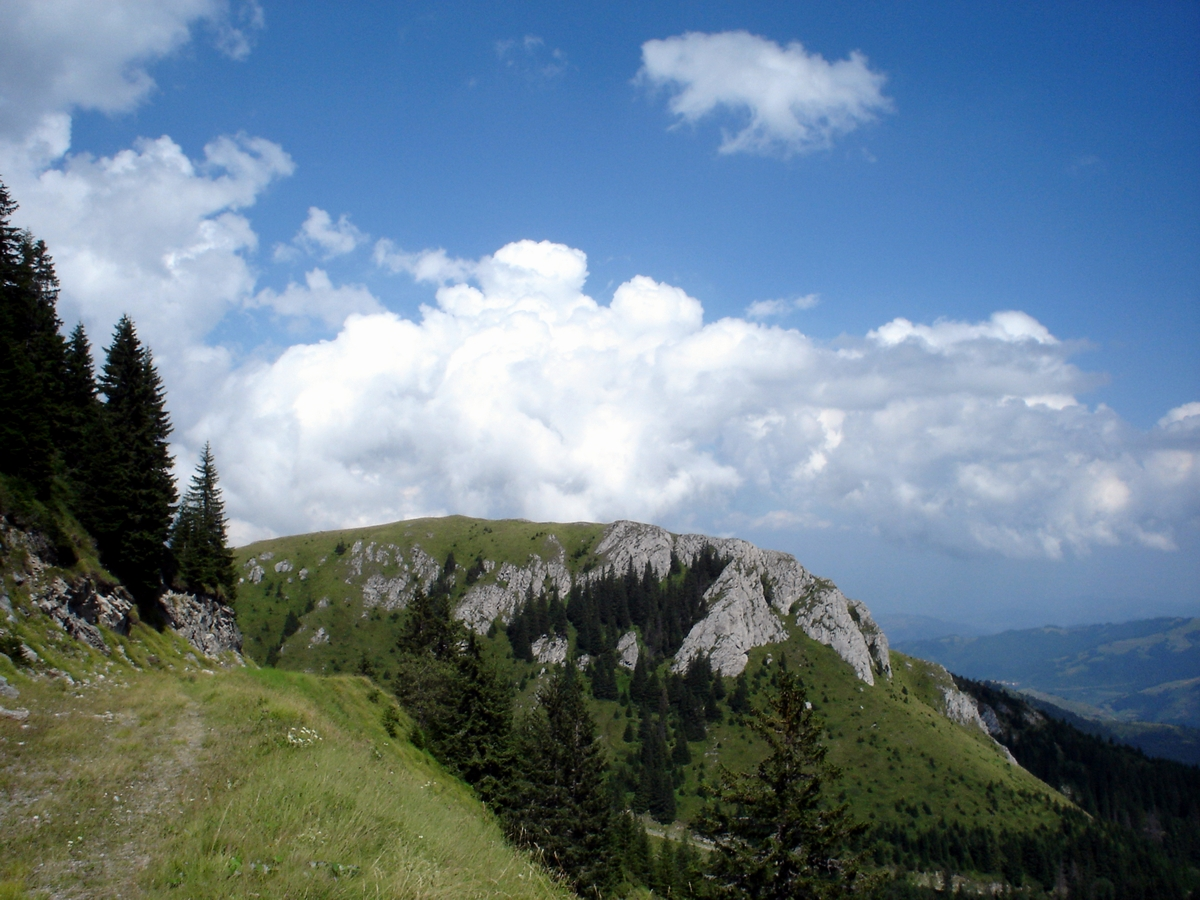
Vrcholky hor, Kopaonik

Kopaonik (v srbské cyrilici Копаоник, albánsky Kopaoniku) je pohoří na rozhraní centrálního Srbska a Kosova. Je orientováno v severo-jižním směru, jeho délka činí 75 km. Severní hranici Kopaoniku představuje řeka Zapadna Morava, na jižní straně pak přechází v rovinu Kosovského pole v blízkosti měst Vučitrn a Priština (Kosovo).
Nejvyšším vrcholem pohoří je Pančićev vrh, jehož nadmořská výška činí 2017 m. Ostatní vrcholy pohoří mají nadmořskou výšku do dvou tisíc metrů. Mezi ně patří např. Vučak (1 936 m), Karaman (1 934 m), Gobelja (1 834 m), Oštro koplje (1 789 m), Šatorica (1 750 m), Kukavica (1 726 m), Velika Šiljača (1 625 m) a Čardak (1 590 m).
Pohoří Kopaonik je místem, kde se nachází četná zařízení pro zimní sporty a rozvinuta je i letní, pěší turistika. V zimě je jedním z nejnavštěvovanějších pohoří; má 25 vleků. V roce 1981 byl na území o rozloze 118 km2 v centrální části pohoří zřízen národní park.